# 동가의
동가의(중국어: 董嘉儀, 병음: Dông Jīayí 둥자이[*], 영어: Lulu Tung, 1993년 8월 4일 ~ )는 홍콩의 모델이자 진행자이며, 다푸 FC의 치어리더이다.